# Sibovia huasima
Sibovia huasima är en insektsart som beskrevs av Young 1977. Sibovia huasima ingår i släktet Sibovia och familjen dvärgstritar. Inga underarter finns listade i Catalogue of Life.